# Wicked: For Good
Wicked: For Good, tidigare benämnd Wicked: Part Two, är en kommande musikalisk fantasyfilm med premiär 2025. Filmen är regisserad av Jon M. Chu och för manus har Winnie Holzman, Dana Fox och L. Frank Baum svarat. Filmen är en uppföljare till Wicked från 2024 och är den andra delen i filmatiseringen av musikalföreställningen med samma namn av Stephen Schwartz och Holzman.
Filmen är planerad att ha premiär i Sverige den 26 november 2025, utgiven av Universal Pictures.

## Handling
Filmen handlar om en grönhyad kvinna (Cynthia Erivo) blir lurad av Trollkarlen från Oz (Jeff Goldblum) och förvandlas till elaka häxan från väst.

## Rollista (i urval)
- Cynthia Erivo – Elphaba Thropp
- Ariana Grande – Glinda Upland
- Jonathan Bailey – Fiyero Tigelaar
- Ethan Slater – Boq Woodsman
- Bowen Yang – Pfannee
- Peter Dinklage – Dr. Dillamond, (röst)
- Michelle Yeoh – Madame Morrible
- Jeff Goldblum – Trollkarlen från Oz